# TAZ 90

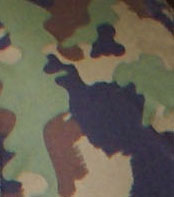
TAZ 90

TAZ 90 (Swiss Woodland) – szwajcarski kamuflaż wprowadzony do użytku w Szwajcarskich Siłach Zbrojnych w roku 1993. Zastąpił starszy kamuflaż Leibermuster (z roku 1955).
Kamuflaż składa się z nieregularnych plam w czterech kolorach: czarnym, brązowym, zielonym i khaki.
Na podstawie kamuflażu TAZ 90 w roku 2008 opracowano kamuflaż pustynny. Zmienione zostały poszczególne kolory, wzór pozostał ten sam. Czarny, brązowy, zielony i khaki zastąpiło kolejno brązowoczerwony, tan, jasnozielony i sand yellow.